# Bobby Wilson
Robert Keith „Bobby“ Wilson (* 22. November 1935 in Hendon; † 21. September 2020) war ein britischer Tennisspieler.

## Leben
1952 gewann Wilson das Juniorenfeld von Wimbledon. 1960 verlor er an gleicher Stelle, diesmal jedoch als Aktiver, zusammen mit seinem Landsmann Mike Davies in der Doppelkonkurrenz gegen den Mexikaner Rafael Osuna und den US-Amerikaner Dennis Ralston in drei Sätzen mit 7:5, 6:3 und 10:8. Im Einzel erreichte er sowohl in Wimbledon, als auch in Roland Garros und bei den US Open mehrfach das Viertelfinale.
Zwischen 1955 und 1968 bestritt Wilson 34 Begegnungen für die britische Davis-Cup-Mannschaft, was ihn zum britischen Rekordspieler macht. Er gewann 16 seiner 28 Einzelpartien sowie 25 seiner 33 Doppelpartien. Mit diesen 25 Siegen ist er damit auch der erfolgreichste britische Doppelspieler. Mit elf gemeinsamen Siegen an der Seite von Mike Sangster bilden die beiden zudem das erfolgreichste Doppelpaar der Briten im Davis Cup.

## Erfolge in der Open Era

### Doppel

#### Finalteilnahmen
| Nr. | Datum           | Turnier   | Belag | Partner         | Finalgegner                      | Ergebnis |
| --- | --------------- | --------- | ----- | --------------- | -------------------------------- | -------- |
| 1.  | 12. August 1968 | Kitzbühel | Sand  | Gerald Battrick | Wilhelm Bungert Jürgen Faßbender | 3:6, 5:7 |